# Djustjärnsmyrarna
Djustjärnsmyrarna är ett naturreservat i Mora kommun i Dalarnas län.
Området är naturskyddat sedan 2015 och är 542 hektar stort. Reservatet omfatta en myr med detta namn men även andra myrar och våtmarker liksom barrskogar med inslag av lövträd. 